# Піщане (Кременчуцький район)
Піща́не — село в Україні, центр Піщанської сільської громади Кременчуцького району Полтавської області. Населення становить 4931 осіб.

## Географія

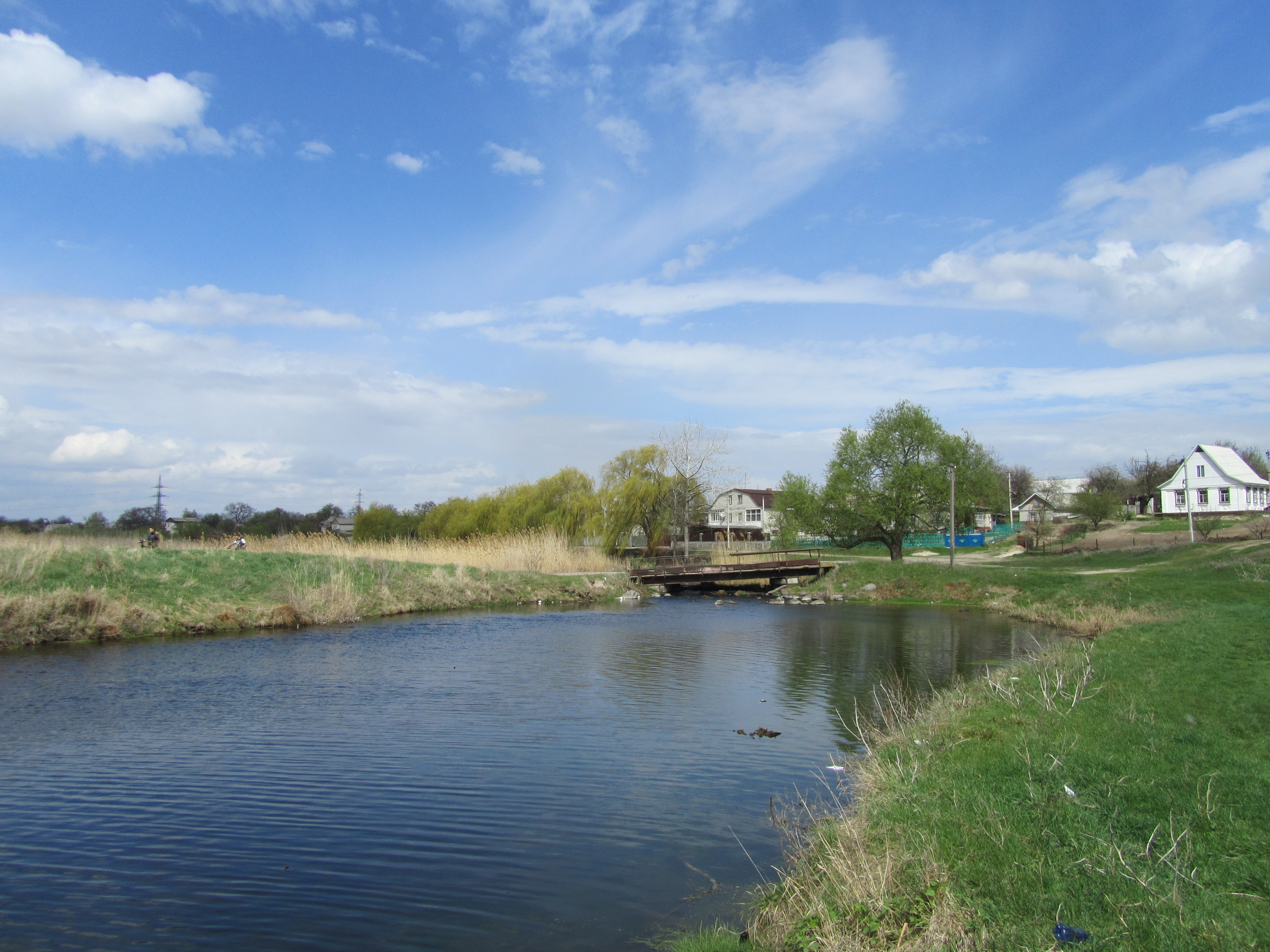
Крива Руда біля Піщаного

Село Піщане знаходиться на відстані 1,5 км від річки Сухий Кагамлик та за 3 км від річки Дніпро, примикає до міста Кременчук. Віддаль від центра до Кременчука — 6 км, до залізничної станції Кременчук — 8 км, до пристані на Дніпрі — 10 км. Поблизу села протікає річка Крива Руда, яка зараз перетворилася на систему боліт.
Через село проходить автомобільна дорога Н08, яка переходить у Київську вулицю міста Кременчука.

## Походження назви
На території України 21 населених пунктів з назвою Піщане. Існують декілька версій походження назви села. За найпоширенішою версією назва села виникла від його розташування на піщаних ґрунтах. Це досить поширений топонім по Україні: річки діставали назву за піщані русла, селища (села) — за розташування на пісках. За іншою версією назва села пішла від слова «писк».

## Історія
За свідченням архівних матеріалів село Піщане було засноване переселенцями з Правобережної України в 1726 році. Перші 20 дворів посполитих селян розташовувалися на піщаних пустирях недалеко від річки Крива Руда, звідки й росло село. Багато років ту місцевість називали Старим селом. Ще й досі стару вулицю називають Селом.
Входило до складу Кременчуцької сотні Миргородського полку. З 1795 року земському справщику В. М. Старицькому належало 264 кріпаки. З 1796 року увійшло до складу Кременчуцького повіту Малоросійської губернії, з 1802 року — Полтавської.
Найдавніше знаходження на мапах 1826-1840 рік
З ІІ пол. XIX століття Піщане — центр Кохнівської волості. 1882 року відкрито земське парафіяльне училище, 1884 року збудовано дерев'яну Успенську церкву, дзвіницю. При церкві — бібліотека, церковнопарафіяльна школа.
Радянська окупація розпочалась у січні 1918 року.
7 березня 1923 року Піщане — центр Кохнівського району Кременчуцької округи, а в серпні 1928 року село віднесено до Потіцького району. У 1930—1939 роках село підпорядковувалося Кременчуцькій міській Раді.
У Національній книзі пам'яті жертв Голодомору 1932—1933 років в Україні перелічено 110 жителів села, що загинули від голоду.
Село у часи німецько-радянської війни було окуповане нацистськими військами з 9 вересня 1941 до 29 вересня 1943 року, зокрема з 1 вересня 1942 року до 29 вересня 1943 року належало до створеної німцями округи Кременчук. До Німеччини на примусові роботи вивезено 82 особи, страчено 16 жителів, загинуло на фронтах 167 односельчан.

### Населення
За переписом 1729—1730 років — хутір, що налічував 20 дворів посполитих.
1859 року у Піщаному — 153 двори, 1234 жителі. 1900 року — 343 двори та 2377 жителів. 1990 року у селі проживало 4785 жителів, налічувалось 1905 дворів.
| 1859 | 1900 | 1910 | 1923 | 1926 | 1990 | 2001 |
| ---- | ---- | ---- | ---- | ---- | ---- | ---- |
| 1234 | 2377 | 2627 | 3016 | 2935 | 4785 | 4931 |
|      | ▲    | ▲    | ▲    | ▼    | ▲    | ▲    |

## Економіка
На території Піщаного знаходиться такі підприємства, як:
- Піщанський гранітний кар'єр
- ТОВ «Кремікс», виробляє комбікорми та премікси
- ТОВ «Фортекс», спеціалізується на вирощуванні грибів
- ТОВ «СільгоспПродукт»

## Інфраструктура
У селищі діє гімназія, сільська лікарська амбулаторія, відділення поштового зв'язку "Укрпошти" та "Нової пошти".
|          |                       |                    |                  |
| Гімназія | Лікарська амбулаторія | Поштове відділення | Будинок культури |

## Архітектура
У Піщаному збудовані такі пам'ятники:
- В. І. Леніну (1967 рік) — демонтований патріотично налаштованною елітою Українського народу 01. 01. 2016 року, в честь дня народження С. А. Бандери[4];
- Меморіальний комплекс: надгробок на братській могилі радянських воїнів, полеглим 1943 року при визволенні села (1979 рік);
- воїнам-односельчанам, загиблим у роки німецько-радянської війни (1979 рік);
- жертвам сталінських репресій.

### Культові споруди
- Свято-Успенська церква (новозбудована).

|                        |                                                           |                             |
| Свято-Успенська церква | Воїнам, що загинули у ДСВ та жертвам сталінських репресій | Пам'ятна дошка Ковалю М. О. |

## Культура
При Піщанському будинку культури діють чоловічий гурт «Чорнобривці» та ансамбль «Джерело»

## Відомі люди
- Андрусенко Дмитро Олександрович — загинув під час АТО.
- Безклинська Ганна Яківна (1927 — ?) — українська радянська діячка, новатор сільськогосподарського виробництва, свинарка, завідувач свиноферми, старший зоотехнік колгоспу імені Горького (імені Мічуріна) Кременчуцького району Полтавської області. Депутат Верховної Ради УРСР 6—7-го скликань.
- Кирилов Антон Сергійович (1994—2014) — солдат Збройних сил України, учасник російсько-української війни.
- Коваль Максим Панасович (1892—1976) — голова правління колгоспу імені Молотова (імені Горького) села Піщаного.
- Шаповал Володимир Іванович — загинув під час російсько-української війни поблизу міста Щастя, Луганської області.
- Краплина Іван Михайлович — учитель фізики
- Єфремов Олександр Васильович- загинув під час російсько-української війни